# 2017-es gyorsasági kajak-kenu Európa-bajnokság
A 2017-es gyorsasági kajak-kenu Európa-bajnokságot Bulgáriában, Plovdivban rendezték július 14. és 16. között. Az éremtáblázat élén Magyarország végzett, 11 arany-, 2 ezüst- és 4 bronzéremmel, a gyorsasági és a parakenu szakág összetételével (csak a gyorsasági versenyen elért magyar teljesítmény: 10 arany-, 2 ezüst- és 3 bronzérem).

## Összesített éremtáblázat
*   Rendező
  *   Magyarország
| Helyezés | Ország             | Arany | Ezüst | Bronz | Összesen |
| -------- | ------------------ | ----- | ----- | ----- | -------- |
| 1        | Magyarország       | 11    | 2     | 4     | 17       |
| 2        | Németország        | 6     | 2     | 4     | 12       |
| 3        | Egyesült Királyság | 4     | 3     | 2     | 9        |
| 4        | Oroszország        | 3     | 7     | 9     | 19       |
| 5        | Ukrajna            | 3     | 1     | 3     | 7        |
| 6        | Csehország         | 2     | 1     | 0     | 3        |
| 7        | Ausztria           | 2     | 0     | 0     | 2        |
| 8        | Lengyelország      | 1     | 4     | 4     | 9        |
| 9        | Portugália         | 1     | 2     | 0     | 3        |
| 10       | Spanyolország      | 1     | 1     | 1     | 3        |
| 11       | Olaszország        | 1     | 0     | 2     | 3        |
| 12       | Franciaország      | 1     | 0     | 0     | 1        |
| 12       | Litvánia           | 1     | 0     | 0     | 1        |
| 14       | Fehéroroszország   | 0     | 4     | 2     | 6        |
| 15       | Dánia              | 0     | 2     | 1     | 3        |
| 15       | Szerbia            | 0     | 2     | 1     | 3        |
| 17       | Románia            | 0     | 2     | 0     | 2        |
| 18       | Szlovákia          | 0     | 1     | 1     | 2        |
| 18       | Szlovénia          | 0     | 1     | 1     | 2        |
| 20       | Moldova            | 0     | 1     | 0     | 1        |
| 21       | Grúzia             | 0     | 0     | 1     | 1        |
| 21       | Norvégia           | 0     | 0     | 1     | 1        |
| 21       | Svédország         | 0     | 0     | 1     | 1        |
| Összesen | Összesen           | 37    | 37    | 38    | 112      |

## A magyar csapat
| férfiak   | férfiak                                                   | férfiak |
| --------- | --------------------------------------------------------- | ------- |
| K1 200 m  | Horváth Bence                                             | kizárva |
| K2 200 m  | Balaska Márk Birkás Balázs                                | arany   |
| K1 500 m  | Kopasz Bálint                                             | bronz   |
| K2 500 m  | Nádas Bence Tótka Sándor                                  | arany   |
| K4 500 m  | Nádas Bence Tótka Sándor Mozgi Milán Molnár Péter         | arany   |
| K1 1000 m | Kopasz Bálint                                             | bronz   |
| K2 1000 m | Hufnágel Tibor Ilyés Róbert                               | 4.      |
| K4 1000 m | Kammerer Zoltán Noé Bálint Ceiner Benjámin Bárdfalvi Márk | 9.      |
| K1 5000 m | Solti László                                              | 7.      |
| C1 200 m  | Hajdu Jonatán                                             | 5.      |
| C2 200 m  | Hajdu Jonatán Fekete Ádám                                 | bronz   |
| C1 500 m  | Fekete Ádám                                               | 7.      |
| C2 500 m  | Korisánszky Dávid Mike Róbert                             | 7.      |
| C1 1000 m | Vasbányai Henrik                                          | 5.      |
| C2 1000 m | Korisánszky Dávid Mike Róbert                             | 4.      |
| C4 1000 m | Vasbányai Henrik Varga Dávid Sarudi Pál Fekete Ádám       | 6.      |
| C1 5000 m | Varga Dávid                                               | ezüst   |
| KL1 200 m | Suba Róbert                                               | bronz   |
| KL1 200 m | Juhász Tamás                                              | 4.      |
| KL3 200 m | Fábián István                                             | 17.     |
| VL1 200 m | Suba Róbert                                               | arany   |
| VL2 200 m | Suha Miklós                                               | 6.      |

| nők       | nők                                                 | nők   |
| --------- | --------------------------------------------------- | ----- |
| K1 200 m  | Lucz Dóra                                           | arany |
| K2 200 m  | Hagymási Réka Szabó Ágnes                           | 6.    |
| K1 500 m  | Takács Tamara                                       | arany |
| K2 500 m  | Farkasdi Ramóna Medveczky Erika                     | 4.    |
| K4 500 m  | Lucz Dóra Takács Tamara Medveczky Erika Vad Ninetta | arany |
| K1 1000 m | Bodonyi Dóra                                        | arany |
| K2 1000 m | Hagymási Réka Farkasdi Ramóna                       | arany |
| K1 5000 m | Bodonyi Dóra                                        | arany |
| C1 200 m  | Devecseriné Takács Kincső                           | ezüst |
| C2 500 m  | Balla Virág Devecseriné Takács Kincső               | arany |
| KL2 200 m | Varga Katalin                                       | 5.    |
| KL3 200 m | Fehér Annamária                                     | 8.    |
| VL2 200 m | Tóth Julianna                                       | 4.    |

## Érmesek

### Kajak-kenu

#### Éremtáblázat
*   Rendező
  *   Magyarország
| Helyezés | Ország             | Arany | Ezüst | Bronz | Összesen |
| -------- | ------------------ | ----- | ----- | ----- | -------- |
| 1        | Magyarország       | 10    | 2     | 3     | 15       |
| 2        | Németország        | 6     | 1     | 3     | 10       |
| 3        | Oroszország        | 3     | 3     | 4     | 10       |
| 4        | Csehország         | 2     | 1     | 0     | 3        |
| 5        | Lengyelország      | 1     | 4     | 4     | 9        |
| 6        | Portugália         | 1     | 2     | 0     | 3        |
| 7        | Spanyolország      | 1     | 1     | 1     | 3        |
| 8        | Ukrajna            | 1     | 0     | 3     | 4        |
| 9        | Egyesült Királyság | 1     | 0     | 1     | 2        |
| 10       | Litvánia           | 1     | 0     | 0     | 1        |
| 11       | Fehéroroszország   | 0     | 4     | 2     | 6        |
| 12       | Dánia              | 0     | 2     | 1     | 3        |
| 12       | Szerbia            | 0     | 2     | 1     | 3        |
| 14       | Szlovákia          | 0     | 1     | 1     | 2        |
| 14       | Szlovénia          | 0     | 1     | 1     | 2        |
| 16       | Moldova            | 0     | 1     | 0     | 1        |
| 16       | Románia            | 0     | 1     | 0     | 1        |
| 18       | Grúzia             | 0     | 0     | 1     | 1        |
| 18       | Norvégia           | 0     | 0     | 1     | 1        |
| 18       | Olaszország        | 0     | 0     | 1     | 1        |
| Összesen | Összesen           | 27    | 27    | 28    | 82       |

#### Kajak

##### Férfiak
| Versenyszám | Arany                                                                         | Arany     | Ezüst                                                                                   | Ezüst     | Bronz                                                                                       | Bronz     |
| ----------- | ----------------------------------------------------------------------------- | --------- | --------------------------------------------------------------------------------------- | --------- | ------------------------------------------------------------------------------------------- | --------- |
| K1 200 m    | Liam Heath · Egyesült Királyság                                               | 33,380    |                                                                                         |           | Marko Dragosavljević · Szerbia                                                              | 33,947    |
| K2 200 m    | Balaska Márk · Birkás Balázs · Magyarország                                   | 30,740    | Kirill Ljapunov · Alekszander Gyjacsenko · Oroszország                                  | 31,200    | Ronald Rauhe · Max Lemke · Németország                                                      | 31,365    |
| K1 500 m    | Jakub Zavrel · Csehország                                                     | 1:35,156  | Mikita Borikav · Fehéroroszország                                                       | 1:35,252  | René Holten Poulsen · Dánia                                                                 | 1:35,436  |
| K1 500 m    | Jakub Zavrel · Csehország                                                     | 1:35,156  | Mikita Borikav · Fehéroroszország                                                       | 1:35,252  | Kopasz Bálint · Magyarország                                                                | 1:35,436  |
| K2 500 m    | Nádas Bence · Tótka Sándor · Magyarország                                     | 1:26,500  | Dejan Pajić · Holpert Ervin · Szerbia                                                   | 1:27,616  | Ivan Szemikin · Igor Trunov · Ukrajna                                                       | 1:28,004  |
| K4 500 m    | Nádas Bence · Tótka Sándor · Molnár Péter · Mozgi Milán · Magyarország        | 1:18,556  | Denis Myšák · Vlček Erik · Tarr György · Linka Tibor · Szlovákia                        | 1:18,640  | Raman Pjatrusenka · Dzmitrij Tracjakov · Mikita Borikav · Vitalij Bjalko · Fehéroroszország | 1:19,112  |
| K1 1000 m   | Fernando Pimenta · Portugália                                                 | 3:29,032  | René Holten Poulsen · Dánia                                                             | 3:30,112  | Kopasz Bálint · Magyarország                                                                | 3:30,336  |
| K2 1000 m   | Max Hoff · Marcus Gross · Németország                                         | 3:12,724  | Marko Tomićević · Milenko Zorić · Szerbia                                               | 3:13,780  | Francisco Cubelos · Iñigo Peña · Spanyolország                                              | 3:14,056  |
| K4 1000 m   | Francisco Cubelos · Javier Cabañín · Marcus Walz · Iñigo Peña · Spanyolország | 2:54,374  | Martin Brzezinski · Rafal Rosolski · Bartosz Stabno · Norbert Kuczynski · Lengyelország | 2:54,658  | Denis Myšák · Vlček Erik · Tarr György · Linka Tibor · Szlovákia                            | 2:54,666  |
| K1 5000 m   | Max Hoff · Németország                                                        | 19:21,220 | Fernando Pimenta · Portugália                                                           | 19:22,640 | Eivind Vold · Norvégia                                                                      | 19:29,540 |

##### Nők
| Versenyszám | Arany                                                                    | Arany     | Ezüst                                                                                             | Ezüst     | Bronz                                                                             | Bronz     |
| ----------- | ------------------------------------------------------------------------ | --------- | ------------------------------------------------------------------------------------------------- | --------- | --------------------------------------------------------------------------------- | --------- |
| K1 200 m    | Lucz Dóra · Magyarország                                                 | 39,317    | Emma Jørgensen · Dánia                                                                            | 39,357    | Spela Ponomarenko · Szlovénia                                                     | 39,697    |
| K2 200 m    | Marija Kicsaszova · Anasztaszija Horlova · Ukrajna                       | 36,527    | Joana Vasconcelos · Francisca Laia · Portugália                                                   | 36,777    | Dominika Wlodarczyk · Katarzyna Kolodziejczyk · Lengyelország                     | 37,117    |
| K1 500 m    | Takács Tamara · Magyarország                                             | 1:47,264  | Volha Hudzsenka · Fehéroroszország                                                                | 1:47,844  | Jelena Anyusina · Oroszország                                                     | 1:47,908  |
| K2 500 m    | Franziska Weber · Tina Dietze · Németország                              | 1:38,604  | Spela Ponomarenko · Anja Osterman · Szlovénia                                                     | 1:38,996  | Anna Pulawska · Beata Mikolajczyk · Lengyelország                                 | 1:40,632  |
| K4 500 m    | Lucz Dóra · Medveczky Erika · Takács Tamara · Vad Ninetta · Magyarország | 1:30,724  | Dominika Wlodarczyk · Beata Mikolajczyk · Anna Pulawska · Katarzyna Kolodziejczyk · Lengyelország | 1:31,596  | Marija Kicsasova · Anasztaszija Todorova · Marija Povh · Irina Hriscsun · Ukrajna | 1:31,624  |
| K1 1000 m   | Bodonyi Dóra · Magyarország                                              | 3:57,984  | Beata Mikolajczyk · Lengyelország                                                                 | 3:59,744  | Rachel Cawthorn · Egyesült Királyság                                              | 4:00,264  |
| K2 1000 m   | Hagymási Réka · Farkasdi Ramóna · Magyarország                           | 3:43,048  | Karolina Markiewicz · Julia Lis · Lengyelország                                                   | 3:44,888  | Tabea Medert · Melanie Gebhardt · Németország                                     | 3:45,652  |
| K1 5000 m   | Bodonyi Dóra · Magyarország                                              | 21:40,570 | Eva Barrios · Spanyolország                                                                       | 21:41,110 | Tabea Medert · Németország                                                        | 21:41,230 |

#### Kenu

##### Férfiak
| Versenyszám | Arany                                                                               | Arany     | Ezüst                                                                           | Ezüst     | Bronz                                                                              | Bronz     |
| ----------- | ----------------------------------------------------------------------------------- | --------- | ------------------------------------------------------------------------------- | --------- | ---------------------------------------------------------------------------------- | --------- |
| C1 200 m    | Henrikas Žustautas · Litvánia                                                       | 38,112    | Alekszej Korovaskov · Oroszország                                               | 38,157    | Zaza Nadiradze · Grúzia                                                            | 38,342    |
| C2 200 m    | Alekszander Kovalenko · Ivan Stil · Oroszország                                     | 35,627    | Andrej Badanovics · Gyanyisz Mahlaj · Fehéroroszország                          | 36,137    | Hajdu Jonatán · Fekete Ádám · Magyarország                                         | 36,330    |
| C1 500 m    | Martin Fuksa · Csehország                                                           | 1:44,884  | Oleg Tarnovskyi · Moldova                                                       | 1:46,792  | Tomasz Kaczor · Lengyelország                                                      | 1:47,148  |
| C2 500 m    | Viktor Melantyev · Ivan Stil · Oroszország                                          | 1:36,264  | Leonid Carp · Victor Mihalachi · Románia                                        | 1:37,368  | Dimitro Jancsuk · Tarasz Miscsuk · Ukrajna                                         | 1:38,956  |
| C1 1000 m   | Sebastian Brendel · Németország                                                     | 3:51,671  | Martin Fuksa · Csehország                                                       | 3:53,667  | Kirill Samsurin · Oroszország                                                      | 3:55,171  |
| C2 1000 m   | Yul Oeltze · Peter Kretschmer · Németország                                         | 3:36,232  | Viktor Melantyev · Vlagyiszlav Csebotar · Oroszország                           | 3:37,300  | Nicolae Craciun · Sergiu Craciun · Olaszország                                     | 3:38,312  |
| C4 1000 m   | Wiktor Glazunow · Tomasz Barniak · Piotr Kuleta · Marcin Grzybowski · Lengyelország | 3:20,536  | Conrad Scheibner · Stefan Kiraj · Sebastian Brendel · Jan Vandrey · Németország | 3:21,848  | Kirill Samsurin · Raszul Ismuhamedov · Ilja Stokalov · Ilja Pervuhin · Oroszország | 3:21,904  |
| C1 5000 m   | Sebastian Brendel · Németország                                                     | 21:45,710 | Varga Dávid · Magyarország                                                      | 21:49,320 | Mateusz Kaminski · Lengyelország                                                   | 22:16,990 |

##### Nők
| Versenyszám | Arany                                                  | Arany    | Ezüst                                           | Ezüst    | Bronz                                              | Bronz    |
| ----------- | ------------------------------------------------------ | -------- | ----------------------------------------------- | -------- | -------------------------------------------------- | -------- |
| C1 200 m    | Oleszija Romasenko · Oroszország                       | 45,804   | Devecseriné Takács Kincső · Magyarország        | 46,416   | Alena Nazdrova · Fehéroroszország                  | 47,080   |
| C2 500 m    | Balla Virág · Devecseriné Takács Kincső · Magyarország | 2:00,224 | Alena Nazdrova · Kamila Bobr · Fehéroroszország | 2:01,364 | Irina Andrejeva · Oleszija Romasenko · Oroszország | 2:03,928 |

### Parakenu

#### Éremtáblázat
*   Rendező
  *   Magyarország
| Helyezés | Ország             | Arany | Ezüst | Bronz | Összesen |
| -------- | ------------------ | ----- | ----- | ----- | -------- |
| 1        | Egyesült Királyság | 3     | 3     | 1     | 7        |
| 2        | Ukrajna            | 2     | 1     | 0     | 3        |
| 3        | Ausztria           | 2     | 0     | 0     | 2        |
| 4        | Magyarország       | 1     | 0     | 1     | 2        |
| 4        | Olaszország        | 1     | 0     | 1     | 2        |
| 6        | Franciaország      | 1     | 0     | 0     | 1        |
| 7        | Oroszország        | 0     | 4     | 5     | 9        |
| 8        | Németország        | 0     | 1     | 1     | 2        |
| 9        | Románia            | 0     | 1     | 0     | 1        |
| 10       | Svédország         | 0     | 0     | 1     | 1        |
| Összesen | Összesen           | 10    | 10    | 10    | 30       |

#### Férfiak
| Versenyszám | Arany                               | Arany    | Ezüst                              | Ezüst    | Bronz                                  | Bronz    |
| ----------- | ----------------------------------- | -------- | ---------------------------------- | -------- | -------------------------------------- | -------- |
| KL1 200 m   | Esteban Farias · Olaszország        | 48,520   | Ian Marsden · Egyesült Királyság   | 48,904   | Suba Róbert · Magyarország             | 49,760   |
| KL2 200 m   | Markus Swoboda · Ausztria           | 41,316   | Mikola Sziniuk · Ukrajna           | 42,180   | Nicholas Beighton · Egyesült Királyság | 42,956   |
| KL3 200 m   | Szergij Jemeljanov · Ukrajna        | 38,100   | Robert Oliver · Egyesült Királyság | 38,572   | Leonid Krilov · Oroszország            | 38,644   |
| VL1 200 m   | Suba Róbert · Magyarország          | 1:03,928 | Pavel Gromov · Oroszország         | 1:05,816 | Artur Csuprov · Oroszország            | 1:14,764 |
| VL2 200 m   | Markus Swoboda · Ausztria           | 55,820   | Ivo Kilian · Németország           | 55,976   | Giuseppe Di Lelio · Olaszország        | 56,216   |
| VL3 200 m   | Jonathan Young · Egyesült Királyság | 49,336   | Viktor Potanyin · Oroszország      | 52,192   | Alekszej Jegorov · Oroszország         | 53,840   |

#### Nők
| Versenyszám | Arany                                     | Arany    | Ezüst                                  | Ezüst    | Bronz                             | Bronz    |
| ----------- | ----------------------------------------- | -------- | -------------------------------------- | -------- | --------------------------------- | -------- |
| KL1 200 m   | Jeanette Chippington · Egyesült Királyság | 58,584   | Alekszandra Dupik · Oroszország        | 1:00,072 | Edina Müller · Németország        | 1:01,908 |
| KL2 200 m   | Emma Wiggs · Egyesült Királyság           | 51,292   | Charlotte Henshaw · Egyesült Királyság | 54,092   | Nagyezsda Andrejeva · Oroszország | 54,172   |
| KL3 200 m   | Cindy Moreau · Franciaország              | 53,184   | Mihalea Lulea · Románia                | 53,284   | Helene Ripa · Svédország          | 54,940   |
| VL2 200 m   | Natalija Lagutenko · Ukrajna              | 1:05,580 | Marija Nikiforova · Oroszország        | 1:05,940 | Nagyezsda Andrejeva · Oroszország | 1:08,212 |